# مستر بين يسافر مجددا
مستر بين يسافر مجددًا (بالإنجليزية: Mr. Bean Rides Again)، هي الحلقة السادسة من المسلسل التلفزيوني البريطاني مستر بين. تم بثه لأول مرة على آي تي في في 17 فبراير 1992.

## القصة

### العرض الأول: رجل النوبة القلبية وصندوق البريد
يريد مستر بين نشر رسالة، ولكن نظرًا لأن بطارية سيارته قد نفدت، قرر أن يستقل الحافلة بدلاً من ذلك. عند الوصول إلى محطة الحافلات حيث ينتظر رجل آخر هناك، أصيب الرجل فجأة بنوبة قلبية، مما أدى إلى هلع مستر بين. يحاول مستر بين إحيائه عن طريق الضغط على صدره، وحشو الدواء الذي وجده في معطف الرجل في فمه ومحاولة الإنعاش عن طريق التنفس الصناعي (بواسطة مجلس) واستخدام علاج الصدمة الكهربائية باستخدام كابل الاشتراك المتصلة بعمود إنارة قريب. في البداية استطاع إنعاش الرجل من خلال الصدمة الكهربائية، لكنه نسى إزالة الكابل من يديه عندما صافح الرجل، مما تسبب بصدمة كهربائية أخرى، ويُغمى عليه من جديد. تصل سيارة إسعاف، وبينما يعالج المسعفون الرجل، يستخدم بين بطارية الإسعاف للاشتراك بسيارته الميني كوبر. نجح مستر بين في ذلك وانطق بسيارته وترك سيارة الإسعاف معطلة بسبب نفاد البطارية، مما اضطر المسعفين إلى طلب إسعاف بديل.
بعد ذلك، يتجه بين إلى صندوق بريد، ولكن في طريقه يبتلع عن طريق الخطأ طابعه البريدي. تأتي سيدة في نفس الوقت لتضع رسالتها، يتظاهر مستر بين بأنه سيضع الرسالة بدلاً عنها لكنه ظل متمسكًا بها حتى رحيلها، حتى يتمكن من استخدام طابعه البريدي لرسالته الخاصة. يزيل الختم باستخدام البخار من راديتير سيارته، ويلصقه برسالة خاصة به باستخدام حلوة عالقة (منذ الحلقة الأولى) في جيبه جيبه. ثم يعلقها على رسالته الخاصة بقبضة يده بالقوة. يصل ساعي البريد لتفريغ صندوق البريد، في الوقت الذي تعود فيه السيدة للعثور على رسالتها على الأرض. وهي تشكو إلى ساعي البريد من عدم وجود ختم على رسالتها. في هذه الأثناء يختبأ مستر بين داخل صندوق البريد كي يتجنب التوبيخ من قبل ساعي البريد لسرقة الطابع. يُحبس مستر بين في الداخل لفترة زمنية غير معروفة (حدث الفاصل الإعلاني الأصلي هنا). يواصل محاولته لفت الانتباه، من دون أن يلاحظه أحد، ثم يلوح بربطة عنقه من الفتحة لكي يلفت انتباه المارة، بيّد أن لفت انتباه فقط كلب مار حيث سحب ربطة العنق حتى كاد يخنقه. عندما يتم إطلاق سراحه أخيرًا (من قبل ساعي بريد آخر)، تسقط مفاتيح سيارته أسفل البالوعة ويقرر الذهاب عبر الحافلة إلى المنزل. ثم ينتظر في محطة الحافلات مع رجل آخر. يصعد الرجل إلى الحافلة لكن مستر بين لا يمكنه ذلك لأن مقاعد الحافة قد امتلأت، مما يجبره على انتظار الحافلة التالية.

### العرض الثاني: العطلة
في شقته، يحزم بين لقضاء عطلة ولكن حقيبته الصغيرة لا تحتوي على مساحة كافية لملابسه، بالإضافة إلى بعض علب الفاصوليا المخبوزة. يحاول أن يقلل من حجم مستلزماته لكي يتلائم حجمها في الحقيبة وذلك عن طريق قص البنطلون (قبل أن يدرك أن لديه بالفعل بنطلونًا قصير آخر)، وكسر فرشاة أسنانه، وتفريغ معجون الأسنان في الحوض، وأخذ حذاء واحد فقط واستخدام الفانيلا كمنشفة. يتظاهر بقص دُميته تيدي لكنه ليس لديه قلب لقطعه. بعد أن تمكن أخيرًا من ملاءمة أغراضه في الحقيبة الصغيرة، وصل تحت السرير، ليكتشف أن لديه حقيبة أكبر. ومع ذلك، نظرًا لأن حقيبته الصغيرة ممتلئة بالفعل، فقد وضعها فقط في الحقيبة الأكبر، إلى جانب الشيء الوحيد الذي لم يتمكن من حزمه من قبل، وهو كتاب.
يستقل بين قطارًا ويقرأ الكتاب، ويجلس مقابل رجل آخر يقرأ أيضًا. عندما يصل الرجل إلى فقرة مضحكة في كتابه، يبدأ في الضحك بصوت عالٍ ومستمر، مما يصرف انتباه مستر بين. يكافح بين من أجل تغطية أذنيه لتجنب الضحك المزعج، ويثير نظرات غريبة عندما ينظر الرجل إليه. يجد علكة ملتصقة تحت المقعد، ويضعها في أذنيه وبالتالي يعمل على حجب الضوضاء. أخيرًا، يأتي قائد القطار ويطلب التحقق من التذاكر. يتفاجأ بين بحضوره، ويُلقي كتابه عن طريق الخطأ مع التذكرة المخبأة داخله إلى خارج القطار عن طريق النافذة، وفي أثناء ذلك، انفجر الرجل يضحك مرة أخرى.
في النهاية، يستقل بين طائرة، لكنه يضطر إلى الاعتناء بصبي مريض بجانبه. يحاول ابتهاج الصبي بوسائل مختلفة، عن طريق لصق أجزاء المجلات على وجهه من أجل إضحاكه، واللعب مع سترة نجاة ذاتية النفخ (تطير لاحقًا خارج مقعد بين) ومن خلال نفخ الهواء في كيس ورقي. لكنه يدرك أن الكيس به ثقوب، لذلك بدأ يبحث عن كيس فارغ آخر. أثناء إدارة ظهره، يتقيأ الصبي في الكيس ويقدمه إلى بين، الذي يأخذه ويضع الكيس بين يديه. وينتهي الفعل بانفجار الكيس وتصبح الشاشة سوداء، تاركةً النتيجة غامضة وتنتهي الحلقة.

## الشخصيات
| الممثل        | الشخصية                 |
| ------------- | ----------------------- |
| روان أتكينسون | مستر بين                |
| روجر سلومان   | الرجل مع النوبة القلبية |
| سو دوجلاس     | المرأة مع الرسالة       |
| جون رولف      | ساعي البريد             |
| ستيفن فروست   | الرجل الضاحك في القطار  |
| نيك هانكوك    | مفتش تذاكر القطار       |
| هوغو مينديز   | الصبي في الطائرة        |
| إيريل ماينارد | المضيفة الجوية          |

## المشهد المحذوف
مستر بين ينتظر في محطة للحافلات خلف رجل؛ عندما تصل الحافلة، يركب الرجل، لكن السائق يُبعد مستر بين. بعد أن يحجز مكانه ليكون الأول في الطابور التالي، يحاول بين أخذ مكان إامرأة (ماتيلدا زيغلر) مع عربة أطفال (التي تصطف أمام بين عندما يغفو للحظة)، ورجل أعمى (روبن دريسكول). بعد فترة وجيزة من تمكن بين من الوصول إلى المقدمة، ينضم العديد من الأشخاص إلى نهاية الخط، وتصل الحافلة.
لكن الحافلة لا تتوقف أمام بين، فهي تسير لبضعة ياردات أخرى - فقط مسافة كافية بحيث يصبح مستر بين في الأخير وليس الأول، يكون الباب في المقدمة، ولكن عندما تصل الحافلة الثانية ، يكون الباب في الخلف؛ يُسمح للجميع باستثناء بين بركوب الحافلة، ويُترك بين، الموجود الآن في نهاية السطر، مرة أخرى. كان هذا مشهدًا من المٌفترض عرضه في الحلقة الأصلية.

## الرقابة
تم تحرير مشهد النوبة القلبية عند بثه على نيكلوديون البريطانية.

## روابط خارجية
- مستر بين يسافر مجددا على موقع IMDb (الإنجليزية)

- «مستر بين يسافر مجددا» على قاعدة بيانات الأفلام على الإنترنت